# منجیر
منجیر، روستایی است از توابع بخش کجور شهرستان نوشهر در استان مازندران ایران.

## جمعیت
این روستا در دهستان پنجک‌رستاق قرار دارد و براساس سرشماری مرکز آمار ایران در سال ۱۳۸۵، جمعیت آن ۲۷۱ نفر (۷۲خانوار) بوده‌است. مردم منجیر از قومیت طبری هستند. مردم منجیر به زبان طبری با گویش کجوری سخن می‌گویند.